# Günther Altenburg

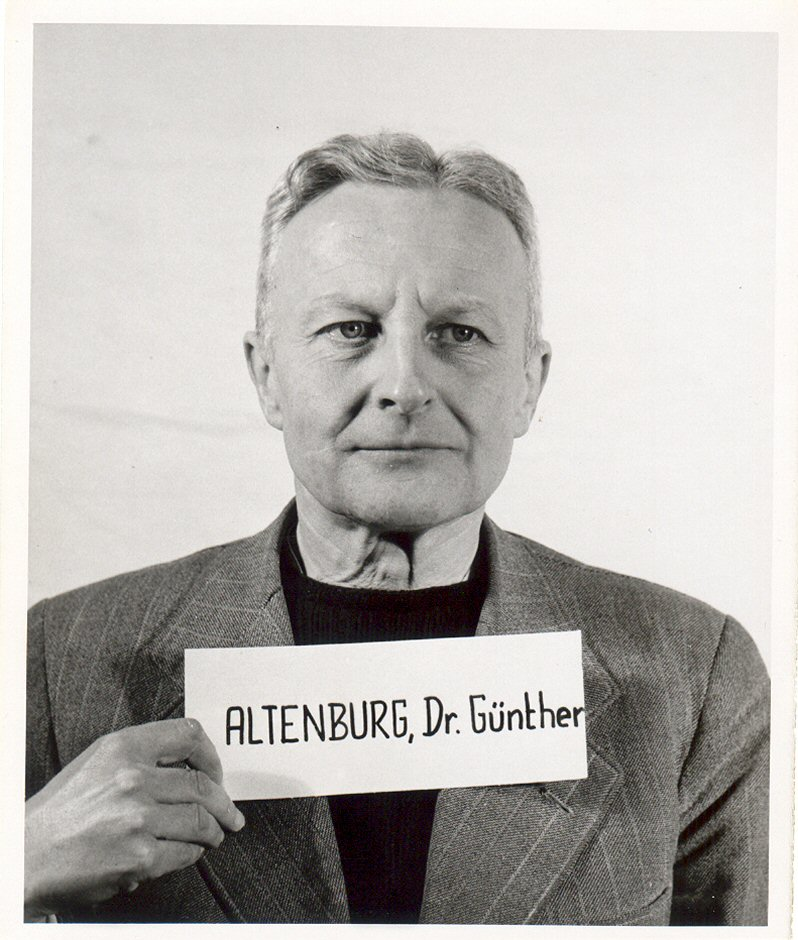
Günther Altenburg als Zeuge bei den Nürnberger Prozessen (1947)

Günther Altenburg (* 5. Juni 1894 in Königsberg; † 23. Oktober 1984 in Bonn) war ein deutscher Diplomat. Im Zweiten Weltkrieg war Altenburg von Mai 1941 bis Oktober 1943 als Gesandter I. Klasse und „Bevollmächtigter des Reichs“ für das besetzte Griechenland der höchste zivile Vertreter des Deutschen Reichs im Lande. In seine Dienstzeit fiel die Vernichtung der griechischen Juden von Thessaloniki und die Große Hungersnot in Griechenland im Winter 1941/1942. Altenburgs Rolle bei der Deportation der ungefähr 50.000 sephardischen Juden zur Vergasung nach Auschwitz ist umstritten.

## Leben
Günther Altenburg studierte Jura und wurde 1920 an der Universität Königsberg mit einem zivilrechtlichen Thema promoviert. Seit 1913 war er Mitglied des Corps Bremensia Göttingen. Altenburg trat 1920 in den Dienst des Auswärtigen Amtes ein. Er verbrachte als Diplomat Auslandsaufenthalte in Rom, Sofia und in Wien. Während des gescheiterten Juliputsches in Wien 1934, bei dem der österreichische Bundeskanzler Engelbert Dollfuß ermordet wurde, war Altenburg Legationsrat an der deutschen Botschaft in Wien und als einziger Angehöriger der Botschaft in die Putschpläne eingeweiht, darüber hinaus wohl auch aktiv an der Vorbereitung des Putsches beteiligt. Altenburg war 1930 in die Deutsche Volkspartei eingetreten und konnte trotz Aufnahmesperre zum 1. Dezember 1935 in die NSDAP eintreten (Mitgliedsnummer 3.514.014), stieg aber in der Parteihierarchie nicht auf. Altenburg wurde nach Berlin zurückberufen, wo er ab 1934 im Referat Österreich und Tschechoslowakei arbeitete, ab 1938 dann im Sekretariat des Außenministers Joachim von Ribbentrop. 1939 war er noch Mitglied im NSFK, Reichsbund der deutschen Beamten, Reichsluftschutzbund und der NSV.
Altenburg war gemeinsam mit Konrad Henlein an der Inszenierung der Krise im Sudetenland beteiligt, die über das Münchner Abkommen zur späteren Zerschlagung der Tschechoslowakei führte. Ab Herbst 1938 war die deutsche Führung dann bemüht, durch Schüren von Zwiespalt zwischen Tschechen und Slowaken sowie durch Instrumentalisierung von Gebietsansprüchen Ungarns einen Zerfall der Rumpf-Tschechoslowakei herbeizuführen. Alarmiert durch vom SD inszenierte deutschfeindliche Kundgebungen in Böhmen und Mähren schickte der tschechoslowakische Außenminister František Chvalkovský seinen Kabinettschef Hubert Masařik nach Berlin. Masařik, der von 1927 bis 1932 tschechoslowakischer Gesandter in Berlin gewesen war, sollte die praktische Unterwerfung der Tschechoslowakei anbieten, jedoch bei Beibehaltung ihrer staatlichen Souveränität. Masařik drang jedoch nur bis zum „Vortragenden Legationsrat“ Altenburg vor, der als „Referent des Auswärtigen Amtes für die Tschecho-Slowakei“ fungierte und ihm versprach, sein Anliegen weiterzuleiten. Zu dem von der tschechoslowakischen Führung gewünschten Treffen mit einem Staatssekretär kam es nicht mehr. Die Annexion Tschechiens im März 1939 und die Installation eines Marionettenstaates in der Slowakei waren nicht mehr verhandelbar.
Im April 1939 wurde Altenburg zum Ministerialdirigenten und Gesandten I. Klasse befördert. Das von ihm geführte Amt als Leiter der Informationsabteilung gab er im April 1941 an Generalkonsul Walther Wüster ab. Er selbst wurde zum „Bevollmächtigten des Auswärtigen Amtes beim Militärbefehlshaber in Serbien“ ernannt, trat den Dienst jedoch nicht an. An seiner Stelle wurde am 29. April 1941 Felix Benzler zum Generalbevollmächtigten in Serbien ernannt. Nach abgeschlossener Besetzung Griechenlands wurde Altenburg mit Führererlass vom 28. April 1941 zum „Bevollmächtigten des Reichs für Griechenland“ mit Dienstsitz in Athen ernannt:
Altenburgs Verhalten während seiner Dienstzeit in Griechenland wird unterschiedlich beurteilt. Conrad Frederick Roediger, von 1940 bis 1945 Referent für Völkerrecht im Auswärtigen Amt, schreibt 1963, Altenburg habe angesichts der der katastrophalen Verschlechterung der Lebensmittelversorgung der griechischen Bevölkerung, die durch die britische Seeblockade entstanden war, die Entsendung Lebensmittel angefordert. Die Unabhängige Historikerkommission – Auswärtiges Amt verweist darauf, dass Altenburg bereits kurz nach Ankunft in Griechenland im Mai 1941 darauf bestanden habe, dass prominente Griechen nur nach Rücksprache mit ihm festgenommen werden dürften. Seine deutliche Haltung habe zur Abberufung des Leiters der Einsatzgruppen der Sicherheitspolizei und des SD in Griechenland, des SS-Sturmbannführers Kurt Geißler geführt. Altenburg selbst weigerte sich, der SS beizutreten. Auch habe er – im Gegensatz etwa zum Generalkonsul in Thessaloniki Fritz Schönberg – keine ausführlichen Berichte über „Judenangelegenheiten“ nach Berlin übermittelt. Bei den Deportationen der griechischen Juden in die Vernichtungslager, vor allem in das KZ Auschwitz-Birkenau, im Frühjahr 1943 hielt sich Altenburg demnach „erkennbar zurück“.
Nach Darstellung der Historiker Saul Friedländer und Götz Aly war Altenburg an diesen Deportationen aber an zentraler Stelle beteiligt und arbeitete eng mit den Eichmann-Mitarbeitern Rolf Günther, Dieter Wisliceny und Alois Brunner zusammen, welche die Deportation planten und durchführten. Nachdem Eichmanns Stellvertreter Günther am 3. Januar 1943 in Thessaloniki eingetroffen war, mit dem Altenburg zusammenarbeiten sollte, informierte dieser mit Schreiben vom 26. Januar den griechischen Ministerpräsidenten Konstantinos Logothetopoulos von der bevorstehenden Deportation. Einen Tag später telegrafierte Altenburg ans Auswärtige Amt nach Berlin, dass nach Logothetopoulos' Einschätzung dabei „Schwierigkeiten wohl nicht zu erwarten“ seien. Der Schweizer Vertreter des Roten Kreuzes in Saloniki, Rene Burckhardt, versuchte die Deportation der Juden zu verhindern und stattdessen mithilfe des Internationalen Roten Kreuzes ihre Ausreise nach Palästina zu initiieren. Altenburg, der Burckhardt als deutschfeindlich bezeichnete, sorgte dafür, dass eine derartige Störung der Deportationen unterblieb und Burckhardt von seinem Posten in Saloniki abgezogen wurde. Vom 15. März 1943 an wurden binnen weniger Wochen 45.000 der 50.000 Juden Thessalonikis dem abtransportiert. Die meisten von ihnen wurden sofort nach ihrer Ankunft vergast. Zu Beginn der Aktion protestierte Logothetopoulos dann doch, aber Altenburg konnte ihn gemeinsam mit SS-Hauptsturmführer Wisliceny überreden, Ruhe zu geben.
Ein Jahr später stieß der Versuch, auch die Athener Juden zu deportieren, auf erheblichen Widerstand. Den Unterschied zu den Deportationen aus Thessaloniki, die reibungslos verlaufen waren, lässt sich nach Angaben Saul Friedländers mit Spannungen zwischen griechischer und jüdischer Bevölkerung in Thessaloniki, dem dortigen Fehlen einer starken Widerstandsbewegung, der Kollaborationsbereitschaft des Generalgouverneurs von Mazedonien Vasilis Simonides und Altenburgs „Entschlossenheit“ erklären. Im Herbst 1943 wurde Altenburg als Reichsbeauftragter in Griechenland durch den Diplomaten Kurt-Fritz von Graevenitz abgelöst. Er hatte jedoch im Hintergrund weiterhin großen Einfluss auf die deutsche Politik in Griechenland.
Im Herbst 1944 wechselte Altenburg als Leiter der „Dienststelle Gesandter Altenburg“ nach Wien, und war dann von Dezember 1944 bis Kriegsende Leiter der „Dienststelle des Auswärtigen Amtes für Bulgarien und Rumänien“ in Altaussee, wo er die deutschlandhörigen Exilregierungen von Bulgarien und Rumänien betreute.
Nach Kriegsende befand sich Altenburg in alliierter Internierung und wurde 1947 im Rahmen der Nürnberger Prozesse mehrmals als Zeuge vernommen. Während seiner Zeugenaussage in Nürnberg behauptete Altenburg, er habe gegenüber Ribbentrop zweimal seine Bedenken hinsichtlich der Judendeportation zum Ausdruck gebracht – nach Ansicht des Historikers Andrew Apostolou war diese Behauptung ein „Märchen“. Altenburg habe hingegen durch sein Verhalten vor Ort die Ermordung der Juden gefördert.
Später war Altenburg als Generalsekretär der Deutschen Gruppe der Internationalen Handelskammer mit Sitz in Köln tätig. Als Otto Wolff von Amerongen im Januar 1964 Altenburg anlässlich seiner Pensionierung für das Große Bundesverdienstkreuz ins Spiel brachte, gab es in der Düsseldorfer Landesregierung keine Bedenken wegen Altenburgs Vorgeschichte, dagegen erschien ihr für eine Erstverleihung durch den Bundespräsidenten die hohe Ordensstufe ungewöhnlich. Altenburg seinerseits lehnte das stattdessen in Aussicht genommene Bundesverdienstkreuz 1. Klasse als zu gering ab.
Altenburgs Name mit Hinweis seine NSDAP-Mitgliedschaft und seine Tätigkeit im besetzten Griechenland erschien im erstmals 1965 veröffentlichten Braunbuch der DDR.